# Doopsgezinde kerk (Utrecht)
De Doopsgezinde kerk "Vermaning" in de Nederlandse stad Utrecht is gelegen aan de Oudegracht. Zij kwam in 1773 tot stand door een grondige verbouwing van een middeleeuws grachtenpand onder leiding van de Haarlemse bouwmeester Willem de Haan. Tot dan toe hadden de doopsgezinden gebruikgemaakt van een gebouw aan de Springweg. De nieuwe voorgevel aan de Oudegracht leek meer te wijzen op een statig herenhuis dan op een kerk. Dit was wenselijk omdat de doopsgezinden in die tijd slechts getolereerd werden.
Evenals de gevel is het eenvoudige interieur van de kleine zaalkerk uitgevoerd in een strenge Lodewijk XVI-stijl. Een deel van het achttiende-eeuwse meubilair is bewaard gebleven. De merkwaardige gele vensters dateren uit 1922, het orgel van de firma Bätz met een kast in neo-rococostijl is in 1870 gebouwd. De voorganger van het huidige orgel bevindt zich tegenwoordig in de Vredeskerk in Katwijk aan Zee.